# Johann Baptist Rottenstein
Johann Baptist Rottenstein (in Frankreich als Jean-Baptiste Rottenstein bekannt; * 20. Januar 1832 in Frankfurt am Main; † unbekannt) war ein deutscher Zahnmediziner, der unter anderem in Paris praktizierte und zahlreiche zahnmedizinische Werke veröffentlichte.

## Leben
Über das Leben von Johann Baptist Rottenstein ist nur wenig überliefert. Im Staats-Handbuch der Freien Stadt Frankfurt wird er 1859 mit einer Praxis in der Zeil 38 geführt, 1862 zusammen mit Georg Carl Hermann Rottenstein am Roßmarkt 21, 1863 als auswärts und ab 1864 befindet sich an Roßmarkt 21 neben dem Zahnarzt Georg Carl Hermann Rottenstein der Wechselmakler Georg Thomas Benjamin Gottlob Rottenstein. Zu dieser Zeit wurde er auch zum Herzoglich Coburg-Gothaschen Hofzahnarzt ernannt.
In Paris wirkte Rottenstein spätestens ab 1864: Theodor Leber, der zwischen 1864 und 1867 in Paris studierte, traf dort bei einer Versammlung des Vereins deutscher Ärzte in Paris auf Rottenstein. Zusammen unternahmen sie eine Studie über die Ursache der Karies und stellten in ihr als Erste einen Zusammenhang zwischen Zucker und Bakterien her. Um 1867 führte er die lokale Betäubung mit Chloräthylspray ein. Von 1864 bis 1870 war Rottenstein der letzte Bibliothekar des Vereins deutscher Ärzte in Paris und unter anderem mit dem Abtransport der Bücher nach Deutschland beauftragt. Am 19. Dezember 1879 wurde er in die Deutsche Akademie der Naturforscher Leopoldina aufgenommen. 1880 gab er in Paris noch die „Traité d’anesthésie chirurgicale“ heraus, bevor er nach Amerika auswanderte.
Rottenstein war mit Friederike Untzelmann von Franscky aus Düsseldorf verheiratet, die am 5. Juli 1858 in Frankfurt als Bürgerin aufgenommen wurde.

## Schriften (Auswahl)
- Die Pflege und Behandlung der Zähne, sowie ihre Wiederherstellung durch die Kunst. Nach den Grundsätzen der amerikanischen Zahnheilkunde zum practischen Gebrauch für das Publicum und für Zahnärzte. H. Keller, Frankfurt am Main 1857.
- Das schmerzlose Ausziehen der Zähne mittelst des Galvanismus. H. Keller, Frankfurt am Main 1858.
- Traitement de la fissure congénitale du palais pour obtenir la prononciation normale. Extrait lu par l’auteur à la société médicale allemande de Paris le 11 mai 1865. Victor Masson et fils, Paris 1865 (französisch, Online).
- mit Th. Leber: Untersuchungen über die Caries der Zähne. Mit zwei lithographirten Tafeln. Verlag von August Hirschwald, Berlin 1867, urn:nbn:de:bvb:12-bsb10391461-9.
- mit Th. Leber: Recherches sur la carie dentaire. Avec 2 planches lithographiées. Adrien Delahaye, Paris 1868 (französisch, Online).
- mit Th. Leber: Dental Caries and its causes. An Investigation into the Influence of Fungi in the Destruction of the Teeth. Translated by Thomas H. Chandler. With Illustrations. Lindsay & Blakiston, Philadelphia 1873 (englisch, Online).
- Traité d’anesthésie chirurgicale. Contenant la description et les applications de la méthode anesthésique de M. Paul Bert. Avec 44 figures intercalées dans le texte. Librairie Germer Baillière et Cie, Paris 1880 (französisch, Online).